# Mamir Staix
Mamir Bassam Staix (en rus Мамыр Басам Сташ) (Maikop, 4 de maig de 1993) és un ciclista rus, professional des del 2013 i actualment a l'equip Vozrozhdenie. Del seu palmarès destaca el Central European Tour: Szerencs-Ibrány de 2014.

## Palmarès
- 2013
  - Vencedor d'una etapa al Gran Premi d'Adiguèsia
  - Vencedor de 2 etapes al Friendship People North-Caucasus Stage Race
- 2014
  - 1r al Central European Tour: Szerencs-Ibrány
  - Vencedor de 2 etapes a la Volta al Caucas
- 2017
  - Vencedor d'una etapa a la Fletxa del sud
- 2018
  - Vencedor d'una etapa a la Cursa de Solidarność i els Atletes Olímpics
- 2020
  - 1r al Gran Premi Gazipasa
- 2022
  - 1r al Gran Premi Manavgat Side